# Zustandsänderung
Mit einer Zustandsänderung wird allgemein die Veränderung eines Systems oder eines Stoffs von einem Zustand in einen anderen bezeichnet.

## Allgemeines
Eine Zustandsänderung kann aus dem System heraus (endogene Zustandsänderung) oder von außen (exogene Zustandsänderung) erfolgen. Zustandsänderungen erhalten je nach Fachgebiet konkretere Begriffsinhalte.

## Biologie
In der Biologie finden sich solche Zustandsänderungen etwa in der Metamorphose oder im Sterben. Hier gibt es stets offene Systeme, bei denen bei jeder Zustandsänderung Energie entweder an die Umwelt abgegeben oder von dieser aufgenommen werden muss.

## Physik
Die Physik beschäftigt sich wesentlich mit der Beschreibung und der Veränderung von Zuständen.

### Mechanik
In der Mechanik beschreibt etwa die physikalische Größe der Beschleunigung die Änderung des Bewegungszustandes eines Körpers. Eine wirkliche Zustandsänderung hängt beispielsweise von der Beschleunigung oder Verzögerung mit oder ohne Arbeits- und Wärmezufuhr und der Dissipation eines Fluidelements auf seinem Weg durch die Strömungsmaschine ab.

### Thermodynamik
In der Thermodynamik ist die Zustandsänderung jede Änderung eines Stoffes oder eines thermodynamischen Systems, die durch Änderung einer den Zustand charakterisierenden Zustandsgröße verursacht wird.
Eine thermodynamische Zustandsänderung ist ein thermodynamischer Prozess, der das Überführen eines thermodynamischen Systems in einen anderen Zustand durch Veränderung des Wertes von zumindest einer der das System charakterisierenden Zustandsgrößen umfasst. Zustandsänderungen können ein thermodynamisches System aus einem Gleichgewichtszustand in einen Nichtgleichgewichtszustand überführen oder umgekehrt aus einem Nichtgleichgewichtszustand in einen Gleichgewichtszustand. Im Verlauf von Zustandsänderungen können thermodynamische Systeme Phasengrenzlinien überqueren und daher Phasenübergänge durchlaufen. Diese können beispielsweise mit der Änderung von Aggregatzuständen der im System vorhandenen Phasen einhergehen oder zu Phasenseparation führen.
Man unterscheidet folgende Spezialfälle von thermodynamischen Zustandsänderungen:
1. Isobare Zustandsänderung (Luftdruck konstant),
2. Isochore Zustandsänderung (Volumen konstant),
3. Isotherme Zustandsänderung (Temperatur konstant),
4. Adiabatische Zustandsänderung (kein Austausch von Wärmeenergie),
5. Isentrope Zustandsänderung (keine Änderung der Entropie des Gesamtsystems),
6. Isenthalpe Zustandsänderung (keine Änderung der Enthalpie des Gesamtsystems),
7. Polytrope Zustandsänderung[5][6]

Die Zustandsänderungen 1. bis 6. sind Spezialfälle von 7. Bei der polytropen Zustandsänderungen (Fall 7) kann der Exponent theoretisch jeden Wert zwischen {\displaystyle -\infty } und +{\displaystyle \infty } annehmen.

### Atom-, Kern- und Quantenphysik
In den mikrophysikalischen Spezialgebieten der Atom-, Kern- und Quantenphysik werden vor allem die Veränderung von Energiezuständen beschrieben.

## Produktionswirtschaft
In der Produktionswirtschaft erfolgt eine Zustandsänderung von Arbeitsobjekten während des Produktionsprozesses, indem Rohstoffe, Werkstoffe oder Halbfertigfabrikate zu Endprodukten transformiert werden. Vor und während der Produktion werden hierfür häufig Arbeitspläne, Laufkarten, Laufzettel und Produktzeichnungen benötigt, die wiederum Stamm- und Strukturdaten von Produkten oder Betriebsmitteln enthalten. Diese Organisationsmittel unterstützen die Transformation von Arbeitsobjekten durch Arbeitskräfte und/oder Maschinen zu Endprodukten. 
Vom thermodynamischen Standpunkt betrachtet kann eine Güterproduktion als Zustandsänderung der am Produktionsprozess beteiligten Energien in Form von innerer Energie, Arbeit und Wärme sowie in Form von potentieller, kinetischer, elektrischer Energie und in Form von Strahlung aufgefasst werden.